# LEGENDS (ラジオ番組)
『LEGENDS』（レジェンズ）は、ジャパンエフエムネットワーク（JFNC）制作でJFN系列で放送されているラジオ番組。基本配信時間は毎週金曜 20:00 - 20:55。

## 概要
『日本の音楽が生きてきた激動の時代に、キャリアを重ねながらも常に現役で生き、様々な音楽を生み出してきた』アーティストたちが月1回・週替わりでパーソナリティを務め、トークと音楽を届ける番組となっている。第5週のある月にはその月ごとにゲストパーソナリティが担当している。

## パーソナリティ
- 第1週：甲斐よしひろ「ビート・ハードワーク」（2016年4月 - ）
- 第2週：渡辺美里「Good Day Radio」（2024年1月 - ）
- 第3週：岩崎宏美「シアワセノカケラ」
- 第4週：宇崎竜童「Welcome to the Blues」（2017年4月 - ）
- 第5週：スペシャルパーソナリティ

### 過去のパーソナリティ
- ムッシュかまやつ「Keep On Running」（2007年 - 2017年3月）アシスタント・椎名由紀[注 1]
- 森山良子「やさしい気持ち」（2006年10月 - 2018年9月）
- 富澤一誠「ミュージックトーク」
- 原田真二「僕らのハーモニー」（2013年4月  - 2016年3月）
- 杉田二郎「おふたいむ」
- 谷村新司「caféダンディズム」（2018年10月 - 2023年12月）アシスタント・中川倫子[注 2]

## ネット局
2025年7月現在。放送時間の早い順から記載。全局、「radiko」（プレミアム含む）で聴取可能。
| 放送対象地域 | 放送局名                                    | 放送時間                          | 備考         |
| ------------ | ------------------------------------------- | --------------------------------- | ------------ |
| 愛知県       | エフエム愛知（FM AICHI）                    | 金曜 3:00 - 3:55（木曜深夜）      | [ 注 3 ]     |
| 石川県       | エフエム石川（HELLO FIVE）                  | 第4週を除く金曜 19:00 - 19:55     |              |
| 岩手県       | エフエム岩手（FM IWATE）                    | 毎週金曜 20:00 - 20:55            | 基本配信時間 |
| 秋田県       | エフエム秋田（AFM）                         | 毎週金曜 20:00 - 20:55            | 基本配信時間 |
| 熊本県       | エフエム熊本（FMK）                         | 月1回を除く金曜 20:00 - 20:55     | 基本配信時間 |
| 長野県       | 長野エフエム放送（FM長野）                  | 毎週金曜 21:00 - 21:55            | [ 注 6 ]     |
| 富山県       | 富山エフエム放送（FMとやま）                | 毎週金曜 21:00 - 21:55            | [ 注 7 ]     |
| 滋賀県       | エフエム滋賀（e-radio）                     | 毎週金曜 21:00 - 21:55            | [ 注 8 ]     |
| 三重県       | 三重エフエム放送（レディオキューブ FM三重） | 毎週土曜 5:00 - 5:55              | [ 注 9 ]     |
| 徳島県       | エフエム徳島（FM TOKUSHIMA）                | 毎週土曜 5:00 - 5:55              | [ 注 9 ]     |
| 鹿児島県     | エフエム鹿児島（μFM）                       | 毎週土曜 18:00 - 18:55            | [ 注 10 ]    |
| 岐阜県       | エフエム岐阜（FM GIFU）                     | 毎週土曜 19:00 - 19:55            | [ 注 11 ]    |
| 宮城県       | エフエム仙台（Date FM）                     | 毎週日曜 2:00 - 2:55（土曜深夜）  | [ 注 12 ]    |
| 群馬県       | エフエム群馬（FM GUNMA）                    | 毎週日曜 8:00 - 8:55              |              |
| 兵庫県       | 兵庫エフエム放送（Kiss FM KOBE）            | 毎週日曜 18:00 - 18:55            |              |
| 福井県       | 福井エフエム放送（FM福井）                  | 最終週を除く日曜 19:00 - 19:55    |              |
| 沖縄県       | エフエム沖縄（FM沖縄）                      | 毎週日曜 22:00 - 22:55            | [ 注 14 ]    |
| 新潟県       | エフエムラジオ新潟（FM-NIIGATA）            | 毎週月曜 4:00 - 4:55 （日曜深夜） |              |
| 高知県       | エフエム高知（Hi-Six）                      | 毎週月曜 4:00 - 4:55 （日曜深夜） |              |
| 栃木県       | エフエム栃木（RADIO BERRY）                 | 毎週火曜 21:00 - 21:55            | [ 注 15 ]    |

過去のネット局
| 放送対象地域 | 放送局名               | 放送時間                          | 備考      |
| ------------ | ---------------------- | --------------------------------- | --------- |
| 宮崎県       | エフエム宮崎（JOY FM） | 毎週金曜 20:00 - 20:55            | [ 注 16 ] |
| 山口県       | エフエム山口（FMY）    | 毎週日曜 8:00 - 8:55              |           |
| 大阪府       | エフエム大阪（FM大阪） | 毎週月曜 4:00 - 4:55 （日曜深夜） | [ 注 17 ] |
| 佐賀県       | エフエム佐賀（FMS）    | 毎週火曜 20:00 - 20:55            | [ 注 18 ] |